# Campeonato Carioca de Futebol Americano de 2018
O Campeonato Carioca de Futebol Americano de 2018 foi a sexta edição do campeonato de futebol americano do estado do Rio de Janeiro e a terceira edição full pad (com todos os equipamentos). Foi a primeira edição na qual a Liga Fluminense de Futebol Americano (LiFFA) e Federação de Futebol Americano do Rio de Janeiro (FeFARJ) organizam juntas a competição. Os tradicionais Flamengo Imperadores e Vasco da Gama Patriotas participam pela primeira vez do estadual. Na final o Flamengo Imperadores derrota o Vasco Patriotas conquistando o título inédito.

## Fórmula de disputa
As seis equipes estão divididas em duas conferências: Leste e Sul. Cada time realiza dois jogos dentro da própria conferência e um contra um time da outra conferência. A melhor equipe de cada conferência classifica-se para a final. A segunda colocada de cada conferência disputa a terceira colocação.

## Participantes
| Conferência Leste                                   | Conferência Sul                                                       | Conferência Sul |
| --------------------------------------------------- | --------------------------------------------------------------------- | --------------- |
| - Blaze FA - Dark Owls FA - Vasco da Gama Patriotas | - Flamengo Imperadores - Rio Football Academy - Volta Redonda Falcons |                 |

## Classificação da Fase Inicial
Classificados para a final estão marcados em verde escuro e em verde claro para a disputa da terceira colocação.

### Conferência Leste
| Pos | Times                   | V | D | PCT  | PF | PS  | SP  |
| --- | ----------------------- | - | - | ---- | -- | --- | --- |
| 1   | Vasco da Gama Patriotas | 2 | 1 | .667 | 98 | 19  | +79 |
| 2   | Dark Owls FA            | 1 | 2 | .333 | 33 | 52  | –19 |
| 3   | Blaze FA                | 0 | 3 | .000 | 33 | 116 | –83 |

### Conferência Sul
| Pos | Times                 | V | D | PCT   | PF | PS | SP  |
| --- | --------------------- | - | - | ----- | -- | -- | --- |
| 1   | Flamengo Imperadores  | 3 | 0 | 1.000 | 48 | 22 | +26 |
| 2   | Rio Football Academy  | 2 | 1 | .667  | 61 | 40 | +21 |
| 3   | Volta Redonda Falcons | 1 | 2 | .333  | 33 | 57 | –24 |

Atualizado em 30 de maio de 2018.

## Playoffs

### Disputa da 3º Colocação
| 10 de junho 9:30 UTC -3 | Relatório | Dark Owls FA | 07–32 | Rio Football Academy |  | Estádio de Moça Bonita, Rio de Janeiro |  |

### Final
| 10 de junho 14:00 UTC -3 | Relatório | Vasco da Gama Patriotas | 06–09 | Flamengo Imperadores |  | Estádio de Moça Bonita, Rio de Janeiro |  |

## Premiação
| Campeonato Carioca de 2018               |
| Rio de Janeiro                           |
| ---------------------------------------- |
| Flamengo Imperadores Campeão (1º título) |